# Ozarba heringi
Ozarba heringi är en fjärilsart som beskrevs av Emilio Berio 1940. Ozarba heringi ingår i släktet Ozarba och familjen nattflyn. Inga underarter finns listade i Catalogue of Life.